# Gedongkiwo
Gedongkiwo is een bestuurslaag in het regentschap Jogjakarta van de provincie Jogjakarta, Indonesië. Gedongkiwo telt 12.334 inwoners (volkstelling 2010).